# Mercurio (álbum de Emis Killa)
Mercurio es el tercer álbum de estudio del rapero italiano Emis Killa, publicado 22 de octubre de 2013 por Carosello.
El álbum debutó en el primer lugar clasificación álbum italiana y luego ser certificado oro por FIMI exactamente un mes después de su publicación; en abril de 2014, Mercurio fue certificado platino por haber alcanzado el umbral de 50.000 copias vendidas.

## El disco
El 30 de agosto de 2013 se anunció en la página oficial de Emis Killa que el resultado de L'erba cattiva , fue publicado en octubre por Carosello. Después de algunas semanas se reveló el título del álbum y su fecha de publicación, mientras que la lista de cubierta y la pista fue revelado el 26 de septiembre, y 4 de octubre.
Por promover Mercurio fueron filmadas videoclips de las canciones Wow y Lettera dall'inferno, respectivamente, publicado el 11 de septiembre y 8 de octubre. El primer sencillo del álbum está siendo oficialmente me olvides que yo era, publicado el 21 de octubre, mientras que el segundo single fue en la cena de su, publicado el 2 de diciembre; Esta última canción asistieron rapero J-Ax.
Emis Killa en 2014 lanzó dos clips de vídeo para muchas canciones, como Straight Rydah, lanzado 23 de enero de 2014.9 y Soli (Assieme), publicado el 14 de febrero. 21 de marzo ha sido publicado por la rotación de radio el tercer sencillo Esseri umani, elaborado con la participación vocal de Skin.

### Edición especial
El 28 de mayo de 2014 Emis Killa anunció a través de su página de Facebook una edición especial del álbum, llamado Mercurio - 5 Stars Edition). Publicado el 10 de junio, el disco contiene cuatro inéditos, incluyendo sola Maracanã, publicado el 28 de mayo, y un DVD que incluye un concierto del rapero celebrada 10 de abril en el Alcatraz de Milán.

## Canciones
- Wow – 3:06 (texto: Giambelli, Zanotto – música: Gallo)
- .Scordarmi chi ero – 3:52 (texto: Albanese, Giambelli – música: Dagani, Erba)
- .MB45 – 3:04 (texto: Giambelli – música: Dagani, Zangirolami)
- .Lettera dall'inferno – 3:44 (texto: Giambelli, Zanotto – música: Dagani)
- .A cena dai tuoi (feat. J-Ax) – 3:06 (texto: Aleotti, Giambelli – música: Dagani, Erba)
- .Soli (Assieme) – 3:25 (texto: Giambelli – música: Castagnola, Dagani, Zangirolami)
- .Essere umano (feat. Skin) – 3:29 (texto: Dyer, Giambelli – música: Dagani, Zangirolami)
- .Blocco Boyz (feat. Giso & Duellz) – 4:54
- .Va bene – 3:00 (texto: Giambelli – música: Dagani, Erba)
- .Gli stessi di sempre – 3:25 (texto: Giambelli, Placanica – música: Dagani, Erba, Zangirolami)
- .Straight Rydah – 3:39 (texto: Giambelli – música: Ferrara, Miano, Vaccari)
- .Fratelli a metà – 3:37 (texto: Giambelli – música: Dagani, Erba)
- .Vietnam Flow (feat. Salmo) – 3:43 (texto: Giambelli, Pisciottu – música: Dagani)
- .La testa vuota (feat. Max Pezzali) – 4:18 (texto: Giambelli, Pezzali – música: Dagani, Zangirolami)
- .Mercurio – 3:43

'Canción bonus en versión de iTunes
- Lettera dall'inferno (Bonus Version) – 3:21 (texto: Giambelli, Zanotto – música: Dagani)

'Canciones bonus en 5 Stars Edition versión'
- Maracanã – 3:35 (texto: Giambelli, Zanotto – música: Airaghi, Basoski, Dagani, Erba)
- .Balla col diavolo – 3:51
- .Brutta – 3:44
- .Se pensó al rap – 3:25

## Clasificaciones
| Clasificaciones (2013) | Ubicación máxima |
| ---------------------- | ---------------- |
| Italia                 | 1                |